# 열상감시장비
열상감시장비(熱相監視裝備, 영어: Thermal Observation Device; TOD)는 생물과 물체의 적외선을 감지하여 영상으로 변환하는 장비이다. 야간에서도 먼 곳의 물체를 식별할 수 있으며 레이더 사각 지역도 감시가 가능하다. 한국군은 주로 전방, 해안 지역에서 감시와 정찰 등의 군사적 목적으로 운용하고 있다.